# Rising Star Games
A Rising Star Games videójáték-kiadó, melyet 2004-ben alapítottak a Bergsala svéd forgalmazó és az Intergrow japán videójáték-kiadó közös cégeként. A vállalat székhelye az angliai Hitchinben, míg észak-amerikai irodája az amerikai Kaliforniában van.
A kiadó kezdetben japán cégek videójátékainak európai, ausztrál és észak-amerikai megjelentetésére specializálódott, azonban később más területek fejlesztőinek játékaival is foglalkozni kezdett. A vállalat 2016-ig 107 videójátékot jelentetett meg személyi számítógépekre, illetve Nintendo DS, Nintendo 3DS, PlayStation Portable, PlayStation Vita, PlayStation 2, PlayStation 3, PlayStation 4, Wii, Wii U és Xbox 360 konzolokra.
A vállalat 2007 végén botrányba keveredett a No More Heroes című videójáték európai verziójának cenzúrázása miatt, azonban később kiderült, hogy a döntést a Rising Star anyavállalata és a játék fejlesztője, a Grasshopper Manufacture hozta meg.
A cég 2012-ben Rising Star Games USA néven irodát nyitott az Egyesült Államokban, amely a videójátékaik észak-amerikai megjelentetéséről gondoskodik.
2018 júliusában a Thunderful felvásárolta a céget.

## Videójátékaik
| Cím                                            | Év   | Platform                                                                    |
| ---------------------------------------------- | ---- | --------------------------------------------------------------------------- |
| Zombie Vikings: Ragnarök Edition               | 2016 | PlayStation 4                                                               |
| Lumo                                           | 2016 | Microsoft Windows, Linux, Mac OS, PlayStation 4, PlayStation Vita, Xbox One |
| I Want To Be Human                             | 2015 | Microsoft Windows                                                           |
| Hello Kitty: Rockin’ World Tour                | 2015 | Nintendo 3DS                                                                |
| Poncho                                         | 2015 | Microsoft Windows, PlayStation 4, PlayStation Vita, Wii U                   |
| Superbeat: Xonic                               | 2015 | PlayStation Vita                                                            |
| One Upon Light                                 | 2015 | PlayStation 4                                                               |
| Harvest Moon: The Lost Valley                  | 2015 | Nintendo 3DS                                                                |
| Lumini                                         | 2015 | Microsoft Windows                                                           |
| La-Mulana EX                                   | 2015 | PlayStation Vita                                                            |
| Tulpa                                          | 2015 | Microsoft Windows, Linux, Mac OS                                            |
| Ratz Instagib                                  | 2015 | Microsoft Windows                                                           |
| The Marvellous Miss Take                       | 2014 | Microsoft Windows, Mac OS                                                   |
| Kromaia                                        | 2014 | Microsoft Windows, PlayStation 4                                            |
| TRI: Of Friendship and Madness                 | 2014 | Microsoft Windows, Linux, Mac OS                                            |
| Sorcery Saga: Curse of the Great Curry God     | 2014 | PlayStation Vita                                                            |
| Hometown Story                                 | 2014 | Nintendo 3DS                                                                |
| Cloudbuilt                                     | 2014 | Microsoft Windows                                                           |
| Hakuoki: Memories of the Shinsengumi           | 2013 | Nintendo 3DS                                                                |
| Deadly Premonition: The Director’s Cut         | 2013 | PlayStation 3, Microsoft Windows                                            |
| Beyblade: Evolution                            | 2013 | Nintendo 3DS                                                                |
| Around the World with Hello Kitty & Friends    | 2013 | Nintendo 3DS                                                                |
| Super Black Bass 3D                            | 2013 | Nintendo 3DS                                                                |
| Girls’ Fashion Shoot                           | 2013 | Nintendo 3DS                                                                |
| Virtue’s Last Reward                           | 2012 | Nintendo 3DS, PlayStation Vita                                              |
| Under Defeat HD Deluxe Edition                 | 2012 | Xbox 360, PlayStation 3                                                     |
| Jewel Master: Cradle of Egypt 2                | 2012 | Nintendo DS                                                                 |
| Shifting World                                 | 2012 | Nintendo 3DS                                                                |
| Harvest Moon: The Tale of Two Towns            | 2012 | Nintendo 3DS, Nintendo DS                                                   |
| To-Fu Collection                               | 2012 | Nintendo DS                                                                 |
| Blazing Souls Accelate                         | 2012 | PlayStation Portable                                                        |
| Rune Factory Oceans                            | 2012 | PlayStation 3                                                               |
| Akai Katana                                    | 2012 | Xbox 360                                                                    |
| Cradle of Rome 2                               | 2012 | Nintendo 3DS                                                                |
| Bit.Trip Saga                                  | 2012 | Nintendo 3DS                                                                |
| Bit.Trip Complete                              | 2012 | Wii                                                                         |
| Cradle of Persia                               | 2012 | Nintendo DS                                                                 |
| The King of Fighters XIII                      | 2011 | Xbox 360, PlayStation 3                                                     |
| DoDonPachi Resurrection                        | 2011 | Xbox 360                                                                    |
| Cradle of Rome 2                               | 2011 | Nintendo DS                                                                 |
| Rune Factory 3: A Fantasy Harvest Moon         | 2011 | Nintendo DS                                                                 |
| Harvest Moon DS: Grand Bazaar                  | 2011 | Nintendo DS                                                                 |
| Loving Life with Hello Kitty and Friends       | 2011 | Nintendo DS                                                                 |
| Jewel Legends: Tree of Life                    | 2011 | Nintendo DS                                                                 |
| Pucca Power Up                                 | 2011 | Nintendo DS                                                                 |
| Cradle of Rome and Cradle of Egypt Double Pack | 2011 | Nintendo DS                                                                 |
| Deathsmiles                                    | 2011 | Xbox 360                                                                    |
| Avalon Code                                    | 2010 | Nintendo DS                                                                 |
| Deadly Premonition                             | 2010 | Xbox 360                                                                    |
| Eldar Saga                                     | 2010 | Wii                                                                         |
| Ivy the Kiwi?                                  | 2010 | Wii, Nintendo DS                                                            |
| Rune Factory 2: A Fantasy Harvest Moon         | 2010 | Nintendo DS                                                                 |
| Pang: Magical Michael                          | 2010 | Nintendo DS                                                                 |
| Jewel Master: Cradle of Egypt                  | 2010 | Nintendo DS                                                                 |
| No More Heroes 2: Desperate Struggle           | 2010 | Wii                                                                         |
| Rune Factory Frontier                          | 2010 | Wii                                                                         |
| Fragile Dreams: Farewell Ruins of the Moon     | 2010 | Wii                                                                         |
| Steal Princess                                 | 2010 | Nintendo DS                                                                 |
| Way of the Samurai 3                           | 2010 | Xbox 360, PlayStation 3                                                     |
| Half-Minute Hero                               | 2010 | PlayStation Portable                                                        |
| Animal Kororo                                  | 2010 | Nintendo DS                                                                 |
| Muramasa: The Demon Blade                      | 2009 | Wii                                                                         |
| Harvest Moon: Tree of Tranquility              | 2009 | Wii                                                                         |
| Animal Kororo                                  | 2009 | Nintendo DS                                                                 |
| Rygar: The Battle of Argus                     | 2009 | Wii                                                                         |
| Valhalla Knights 2                             | 2009 | PlayStation Portable                                                        |
| Angel Cat Sugar                                | 2009 | Nintendo DS                                                                 |
| Lux-Pain                                       | 2009 | Nintendo DS                                                                 |
| Little King’s Story                            | 2009 | Wii                                                                         |
| Populous DS                                    | 2009 | Nintendo DS                                                                 |
| Rune Factory: A Fantasy Harvest Moon           | 2009 | Nintendo DS                                                                 |
| XG Blast!                                      | 2009 | Nintendo DS                                                                 |
| Colour Cross                                   | 2008 | Nintendo DS                                                                 |
| Jewel Master: Cradle of Rome                   | 2008 | Nintendo DS                                                                 |
| Dungeon Maker                                  | 2008 | PlayStation Portable                                                        |
| Flower, Sun, and Rain                          | 2008 | Nintendo DS                                                                 |
| R-Type Tactics                                 | 2008 | PlayStation Portable                                                        |
| Baroque                                        | 2008 | PlayStation 2, Wii                                                          |
| Bakushow                                       | 2008 | Nintendo DS                                                                 |
| Growlanser: Heritage of War                    | 2008 | PlayStation 2                                                               |
| Ecolis: Save the Forest                        | 2008 | Nintendo DS                                                                 |
| Dungeon Explorer: Warriors of Ancient Arts     | 2008 | Nintendo DS, PlayStation Portable                                           |
| Bomberman Land                                 | 2008 | Wii                                                                         |
| No More Heroes                                 | 2008 | Wii                                                                         |
| Harvest Moon: Magical Melody                   | 2008 | Wii                                                                         |
| Bomberman Land Touch! 2                        | 2008 | Nintendo DS                                                                 |
| Bomberman Story DS                             | 2007 | Nintendo DS                                                                 |
| Honeycomb Beat                                 | 2007 | Nintendo DS                                                                 |
| Luminous Arc                                   | 2007 | Nintendo DS                                                                 |
| Valhalla Knights                               | 2007 | PlayStation Portable                                                        |
| Super Swing Golf                               | 2007 | Wii                                                                         |
| Harvest Moon: Innocent Life                    | 2007 | PlayStation Portable                                                        |
| Harvest Moon DS                                | 2007 | Nintendo DS                                                                 |
| Bubble Bobble Double Shot                      | 2007 | Nintendo DS                                                                 |
| Rainbow Islands Evolution                      | 2007 | PlayStation Portable                                                        |
| Bomberman Land Touch!                          | 2007 | Nintendo DS                                                                 |
| Contact                                        | 2007 | Nintendo DS                                                                 |
| New Zealand Story Revolution                   | 2007 | Nintendo DS                                                                 |
| Ys Strategy                                    | 2006 | Nintendo DS                                                                 |
| Space Invaders Evolution                       | 2006 | PlayStation Portable                                                        |
| Pilot Academy                                  | 2006 | PlayStation Portable                                                        |
| Bubble Bobble Evolution                        | 2006 | PlayStation Portable                                                        |
| Swords of Destiny                              | 2006 | PlayStation 2                                                               |
| SBK: Snowboard Kids                            | 2006 | Nintendo DS                                                                 |
| Lunar Genesis                                  | 2006 | Nintendo DS                                                                 |
| Bubble Bobble Revolution                       | 2005 | Nintendo DS                                                                 |
| Space Invaders Revolution                      | 2005 | Nintendo DS                                                                 |